# Chaetodon ulietensis
Chaetodon ulietensis là một loài cá biển thuộc chi Cá bướm (phân chi Rabdophorus) trong họ Cá bướm. Loài này được mô tả lần đầu tiên vào năm 1831.

## Từ nguyên
Từ định danh ulietensis được đặt theo tên gọi của đảo Uliétéa (tên cũ của đảo Raiatea), hòn đảo lớn thứ hai của quần đảo Société, nơi mà mẫu định danh của loài cá này được thu thập (–ensis: hậu tố biểu thị nơi chốn trong tiếng Latinh).

## Phạm vi phân bố và môi trường sống
Từ quần đảo Cocos (Keeling) và đảo Giáng Sinh (Úc), phạm vi của C. ulietensis trải dài về phía đông đến Tuamotu và quần đảo Pitcairn, ngược lên phía bắc đến vùng biển phía nam Nhật Bản, xa về phía nam đến đảo Lord Howe (Úc) và Rapa Iti; nhiều cá thể lang thang cũng được bắt gặp tại đảo Oahu (quần đảo Hawaii).
Ở Việt Nam, C. ulietensis được ghi nhận tại cù lao Chàm (Quảng Nam) và quần đảo Hoàng Sa; vịnh Vân Phong và vịnh Nha Trang (Khánh Hòa); cù lao Câu (Bình Thuận) và Côn Đảo.
C. ulietensis sinh sống tập trung ở những khu vực mà san hô phát triển phong phú trên các rạn viền bờ hay trong đầm phá, độ sâu khoảng 2–30 m; cá con có thể được tìm thấy ở khu vực cửa sông hoặc hải cảng.

## Mô tả
C. ulietensis có chiều dài cơ thể lớn nhất được ghi nhận là 15 cm. Cơ thể có màu trắng với những đường sọc dọc mảnh, màu đen đè lên hai vệt lớn màu xám đen ở thân trên. Vùng thân sau cùng vây đuôi, vây lưng (gồm cả phần gai) và vây hậu môn có màu vàng tươi; một đốm đen trên cuống đuôi. Đầu có một dải đen băng qua mắt. Vây ngực trong suốt. Vây bụng trắng muốt.
Số gai ở vây lưng: 12; Số tia vây ở vây lưng: 23–24; Số gai ở vây hậu môn: 3; Số tia vây ở vây hậu môn: 19–21; Số tia vây ở vây ngực: 14–15; Số gai ở vây bụng: 1; Số tia vây ở vây bụng: 5; Số vảy đường bên: 32–37.

## Sinh thái học

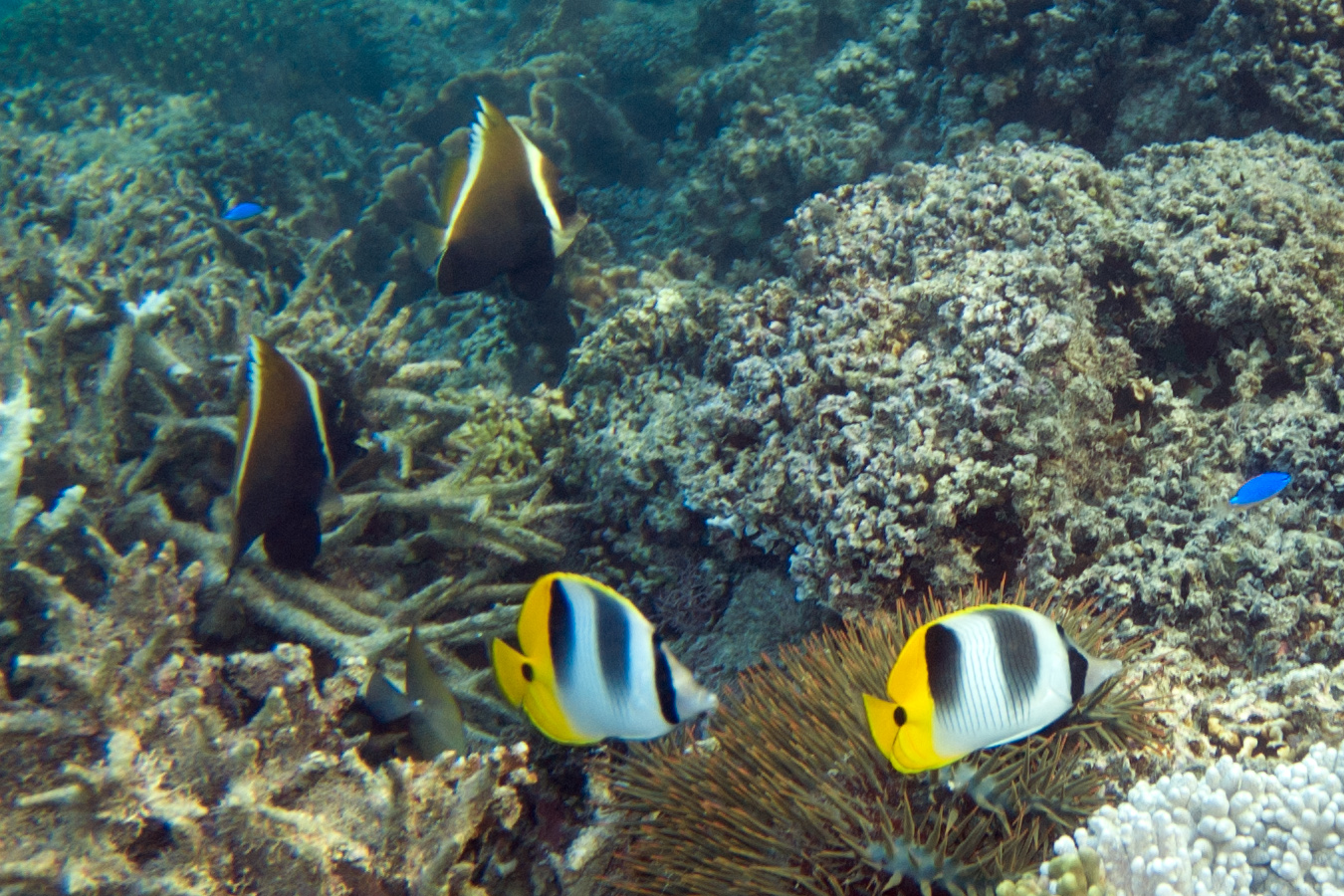
Hai cặp cá bướm C. ulietensis và Heniochus varius

C. ulietensis là loài ăn tạp. Tuy C. ulietensis cũng ăn san hô nhưng đây không phải thức ăn chủ yếu của chúng.
C. ulietensis thường được nhìn thấy là sống theo cặp, nhưng cũng có thể sống đơn độc và có khi hợp thành đàn. Ngoài ra, C. ulietensis có thể bắt cặp khác loài với C. falcula và Chaetodon auriga.

## Phân loại học
C. ulietensis là loài chị em gần nhất với Chaetodon falcula, và cả hai hợp thành nhóm chị em xa hơn với Chaetodon lineolatus và Chaetodon oxycephalus, còn Chaetodon semilarvatus là họ hàng xa của cả bốn loài này dựa trên kết quả phân tích phát sinh chủng loại phân tử.
Ngoại trừ C. semilarvatus là có kiểu hình khác biệt hoàn toàn, C. ulietensis và C. falcula có thể dễ dàng phân biệt với nhóm chị em gần nhất nhờ vào hai vệt xám đen ở thân trên. C. falcula có màu vàng ở lưng với hai vệt đen sẫm và nhỏ hơn C. ulietensis.

## Trong văn hóa đại chúng
Nhân vật cá bướm Boris trong trò chơi Feeding Frenzy 2 của hãng PopCap Games được lấy nguyên mẫu từ loài C. ulietensis này.

## Thương mại
C. ulietensis là một loài thường được xuất khẩu trong ngành thương mại cá cảnh.